# رده‌بندی‌کننده قیاسی
یک رده‌بندی‌کننده قیاسی (به انگلیسی: Deductive classifier) نوعی موتور استنتاج هوش مصنوعی است. این موتور استنتاج به عنوان ورودی مجموعه‌ای از بیانیه‌ها در یک زبان چارچوب در مورد حوزه‌ای مانند تحقیقات پزشکی یا زیست‌شناسی مولکولی را می‌گیرد. به عنوان مثال، نام کلاس‌ها، کلاس‌های فرعی، ویژگی‌ها و محدودیت‌ها در مقادیر مجاز. طبقه‌بندی کننده تعیین می‌کند که آیا بیانیه‌های مختلف از نظر منطقی سازگار هستند و اگر نیستند آیا بر بیانیه‌های ناسازگار خاص و نیز ناسازگاری بین آن‌ها تأکید می‌کند. اگر بیانیه‌ها سازگار باشند، آنگاه طبقه‌بندی کننده می‌تواند مدعی اطلاعات دیگری بر مبنای ورودی شود. برای مثال، می‌تواند اطلاعاتی دربارهٔ دسته‌های موجود اضافه نماید و دسته‌های جدید ایجاد نماید. این مورد با موتورهای استنتاج سنتی که شرایط قانونی اگر–آنگاه را راه اندازی می‌کنند، متفاوت است. همچنین طبقه‌بندی کننده‌ها شبیه اثبات کننده‌های قضایا هستند از آن لحاظ که ورودی می‌گیرند و از طریق منطق مرتبه اول خروجی تولید می‌کنند. طبقه‌بندی کننده‌ها از زبان‌های مرجع کی‌ال-وان (به انگلیسی: KL-ONE) نشات می‌گیرند. آن‌ها امروزه که در فناوری توانمند کننده وب معنایی نقش دارند، به‌طور روزافزونی قابل توجه هستند. طبقه‌بندی کننده‌های مدرن، اهرم زبان هستی‌شناسی وب می‌شوند. مدل‌هایی که آن‌ها تحلیل و تولید می‌کنند را هستی‌شناسی می‌نامند.

## تاریخچه
یک مسئله کلاسیک در بازنمایی دانش برای هوش مصنوعی همان تعامل بین قدرت بیانی و کارآمدی محاسباتی سیستم نمایش دانش است. قدرتمندترین فرم نمایش دانش همان منطق مرتبه اول (به انگلیسی: FOL) است. اگرچه امکان ندارد که نمایش دانشی را اجرا کنیم که قدرت بیانی کاملی از منطق مرتبه اول را رائه می‌کند. این نمایش شامل توانمندی در نمایش مفاهیمی مثل مجموعه تمام اعداد صحیح است که تکرار آن‌ها غیرممکن است. اجرای یک بیانیه تعیین کمیت شده برای یک مجموعه نامتناهی طبق تعریف منجر به یک برنامه غیر پایان بخش و تصمیم ناپذیر می‌شود. اگرچه این مسئله عمیق‌تر از آن است که قادر نباشد مجموعه‌های بینهایت را اجرا نماید. همان‌گونه که لوسک (به انگلیسی: Levesque) نشان داد، هرچه یک مکانیسم نمایش دانش به منطق مرتبه اول نزدیکتر باشد، به احتمال بالاتر منجر به عباراتی می‌شود که نیازمند منابع نامتناهی یا به‌طور غیرقابل باوری بزرگ، جهت محاسبه هستند.
به عنوان نتیجه این جایگزینی، حجم زیادی از کارهای اولیه انجامشده روی نمایش دانش برای هوش مصنوعی مستلزم آزمایش مصالحه‌های مختلفی است که زیرمجموعه‌ای از منطق مرتبه اول با سرعت‌های محاسباتی قابل قبول دارند. یکی از اولین و موفق‌ترین مصالحه‌ها همان توسعه زبان‌هایی بود که غالباً بر مبنای وضع مقدم، یعنی قانون اگر–آنگاه بودند. سیستم‌های مبتنی بر قوانین همان مکانیسم نمایش دانش غالب برای تقریباً تمام سیستم‌های خبره پیشین بود. سیستم‌های مبتنی بر قوانین، کارایی محاسباتی قابل قبولی ارائه کرده و در عین حال نمایش دانش قدرتمندی ارائه می‌کنند. همچنین قوانین برای کارکنان دانش به شدت شهودی بودند. در واقع یکی از نقاط داده که محققان را تشویق کرد که نمایش دانش مبتنی بر قوانین را توسعه دهند تحقیق روانشناختی بود مبنی بر اینکه انسان‌ها غالباً منطق پیچیده را از طریق قوانین نمایش می‌دهند.
اگرچه بعد از موفقیت اولیه سیستم‌های مبتنی بر قوانین، استفاده فراگیرتری از زبان‌های چارچوب بجای یا غالباً همراه با، قوانین بوجود آمد. چارچوب‌ها روش طبیعی‌تری برای نمایش انواع خاصی از مفاهیم، خصوصاً مفاهیم زیربخش یا زیردسته سلسله مراتب ارائه کردند. این منجر به توسعه نوع جدیدی از موتور استنتاج شد که طبقه‌بندی کننده نامیده می‌شود. یک طبقه‌بندی کننده می‌تواند سلسله مراتب یک دسته را تحلیل کند (که هستی‌شناسی نیز نامیده می‌شود) و تعیین کند که آیا معتبر است یا خیر. اگر این سلسله مراتب نامعتبر باشد، طبقه‌بندی کننده بر بیان ناسازگاری تأکید خواهد داشت. برای اینکه یک زبان از طبقه‌بندی کننده استفاده نماید نیازمند یک فونداسیون رسمی است. اولین زبان برای نمایش موفقیت‌آمیز یک طبقه‌بندی کننده، خانواده کی‌ال-وان از زبان هاست. زبان لوم (به انگلیسی: LOOM) به شدت تحت تأثیر کی‌ال-وان است. همچنین لوم تحت تأثیر افزایش محبوبیت ابزارها و محیط‌های شی-محور است. لوم علاوه بر توانمندی‌های زبان چارچوب، یک توانمندی شی-محور واقعی (مثل ارسال پیام) ارائه می‌کند. طبقه‌بندی کننده‌ها نقش مهمی در دیدگاه اینترنت نسل بعد بازی می‌کنند که وب معنایی نامیده می‌شود. زبان هستی‌شناسی یک فرمول‌بندی ارائه می‌کند که می‌تواند از طریق طبقه‌بندی کننده‌هایی مثل هرمیت (به انگلیسی: Hermit) و فکت پلاس پلاس (به انگلیسی: Fact++) اعتبارسنجی و مستدل شود.

## پیاده‌سازی

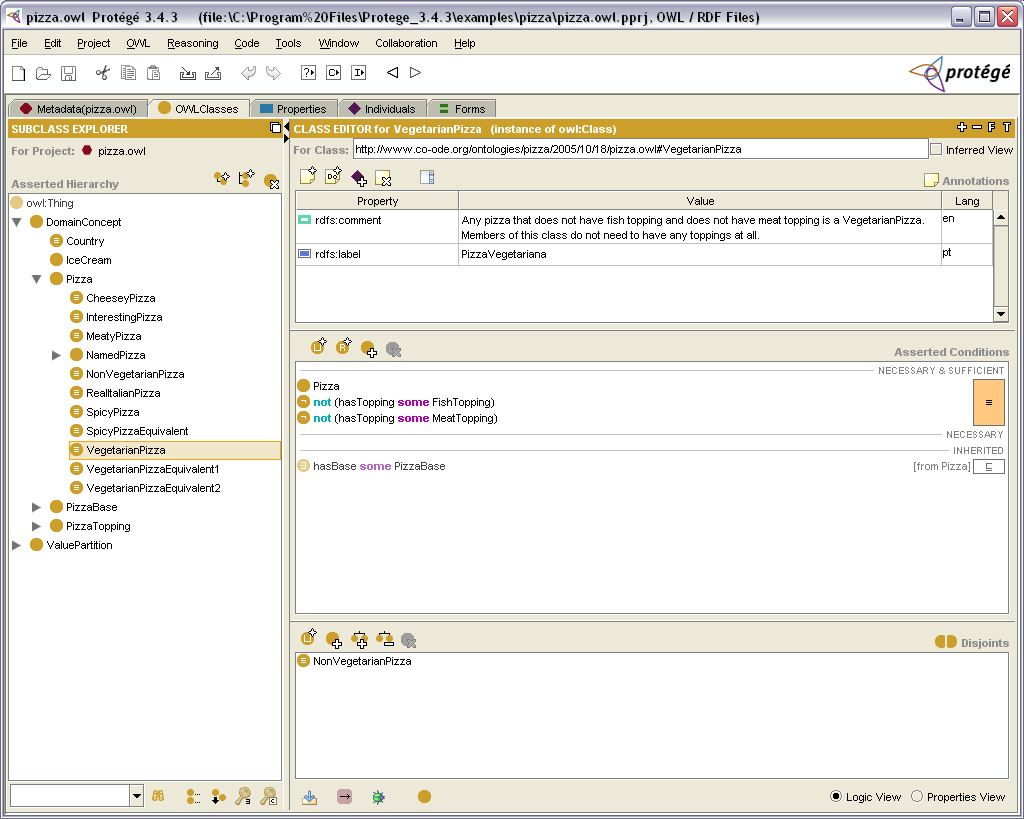
ویرایشگر هستی‌شناسی محافظ

نسخه‌های اولیه طبقه‌بندی کننده‌ها، همان اثبات کننده‌های قضایای منطقی بودند. اولین طبقه‌بندی کننده که با یک زبان چارچوب کار می‌کرد، طبقه‌بندی کننده کی‌ال-وان بود. سیستم بعدی که بر مبنای لیسپ (به انگلیسی: lisp) یا پردازش لیست ساخته شد، لوم از مؤسسه علوم اطلاعات بود. لوم توانمندی‌های واقعی شی-محوری ارائه کرد که برای سیستم شی گرای لیسپ معمول، همراه با یک زبان چارچوب، اجرا می‌شود. در وب معنایی، ابزاری تحت حمایت از استنفورد طبقه‌بندی کننده‌هایی را (که استدلال‌کننده نیز نامیده می‌شوند) به عنوان بخشی از محیط پیش فرض ارائه می‌کند.